# Richard Klenka
Richard rytíř Klenka z Vlastimilu (7. července 1873, Praha – 6. listopadu 1954, Praha) byl český architekt, designér, pedagog a průkopník cykloturistiky.

## Životopis
Richard rytíř Klenka se narodil do šlechtické rodiny. Děd Richarda Klenky, Antonín Klenka, sládek a významný pražský měšťan, získal rytířský titul od císaře Františka Josefa v roce 1867. V erbu měl kosmým břevnem dělený štít s trojicí žaludů, dále lva, praporec a heslo Pro praemio recti.
V letech 1890–1897 studoval stavitelství na ČVUT v Praze, kde byl žákem Jana Kouly a Josefa Schulze. U Josefa Schulze poté byl na praxi, neboť s ním pracoval na stavbě uměleckoprůmyslového muzea. Roku 1898 odjel do Paříže, kde studoval v ateliérech u profesora Debrie a Raulina na École des Beaux Arts. V roce 1899 pracoval u architekta Léona Benouville. V následujících dvou letech procestoval evropské země (Francii, Španělsko, Belgii, Anglii, Itálii). Své akvarely z cest pak vystavil roku 1901 v Rudolfinu v Praze.
Po návratu do Prahy roku 1902 také zahájil svou další praxi u stavitele Františka Buldry. Klenka podle vlastních záznamů navrhl pro Buldru například průčelí paláce Louvre na Národní třídě, dnes již zbouraný dům na rohu ulic Na Příkopě a Na Můstku nebo řadové činžáky v Dykově ulici na Vinohradech. Začal také učit ornamentální kreslení na UMPRUM v Praze. Roku 1905 podnikl za účelem studia cestu do Cařihradu a po Malé Asii a roku 1907 po Švédsku a Norsku. Byl spoluredaktorem časopisu Dílo, kam přispíval odbornými články.
První samostatnou Klenkovou prací se stal neobarokní nájemní dům v Italské ulici 4 rovněž na Vinohradech. V obdobném stylu navrhl i dům U Zlatého kříže na Staroměstském náměstí v sousedství paláce Kinských. Často spolupracoval se stavitelem Františkem Weyrem, například na Hotelu Ambassador a biografu Pasáž na Václavském náměstí či domu čp. 41/21 v Maiselově ulici. Klenka se rovněž aktivně účastnil Jubilejní výstavy Obchodní a živnostenské komory na pražském výstavišti, konané v roce 1908. Projektoval dnes už neexistující centrální pavilon a také dosud funkční hostinec U Primasů. V tomtéž roce si vystavěl také svou vilu na pražské Hanspaulce v Kozlovské ulici.
Roku 1929 byl pověřen, aby navrhl interiérovou expozici ČSR na Světové výstavě v Barceloně. Za toto dostal diplom Grand prix. Každé léto také podnikal na svém velocipedu dlouhé cesty do Evropských zemí a stal se tak jedním z prvních propagátorů cykloturistiky.
Richard Klenka zemřel v roce 1954 a je pochován v rodinné hrobce na Olšanech.

## Kritika
Richard Klenka byl kritizován architekty z okruhu Jana Kotěry, průkopníky střízlivé moderny. Ti jej obvinili, že rezignoval na moderní architekturu a místo ní vytváří nevkusné eklektické budovy.

## Dílo

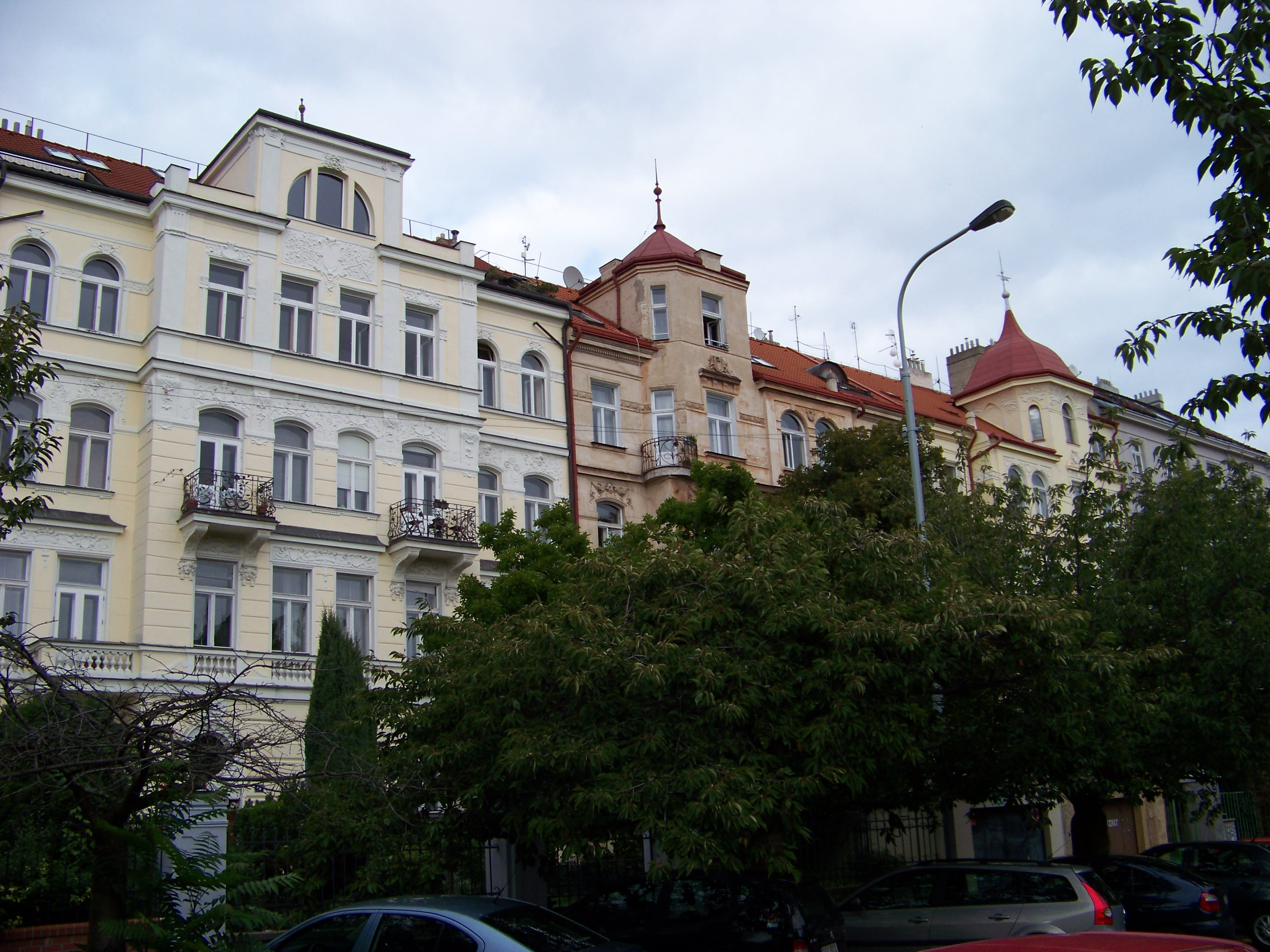
Řadové činžáky, Dykova ulice, Praha-Vinohrady
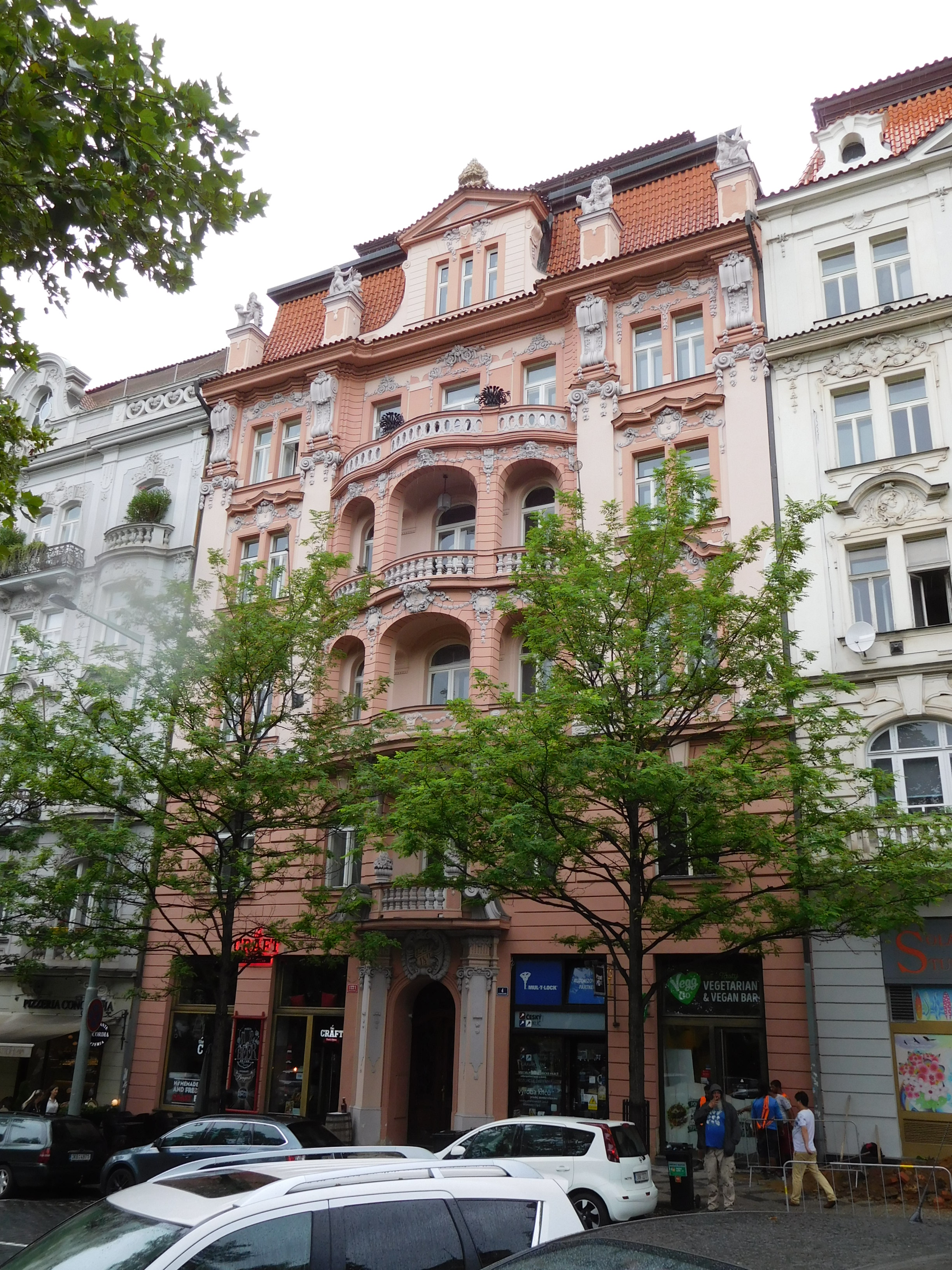
Italská 4, Praha
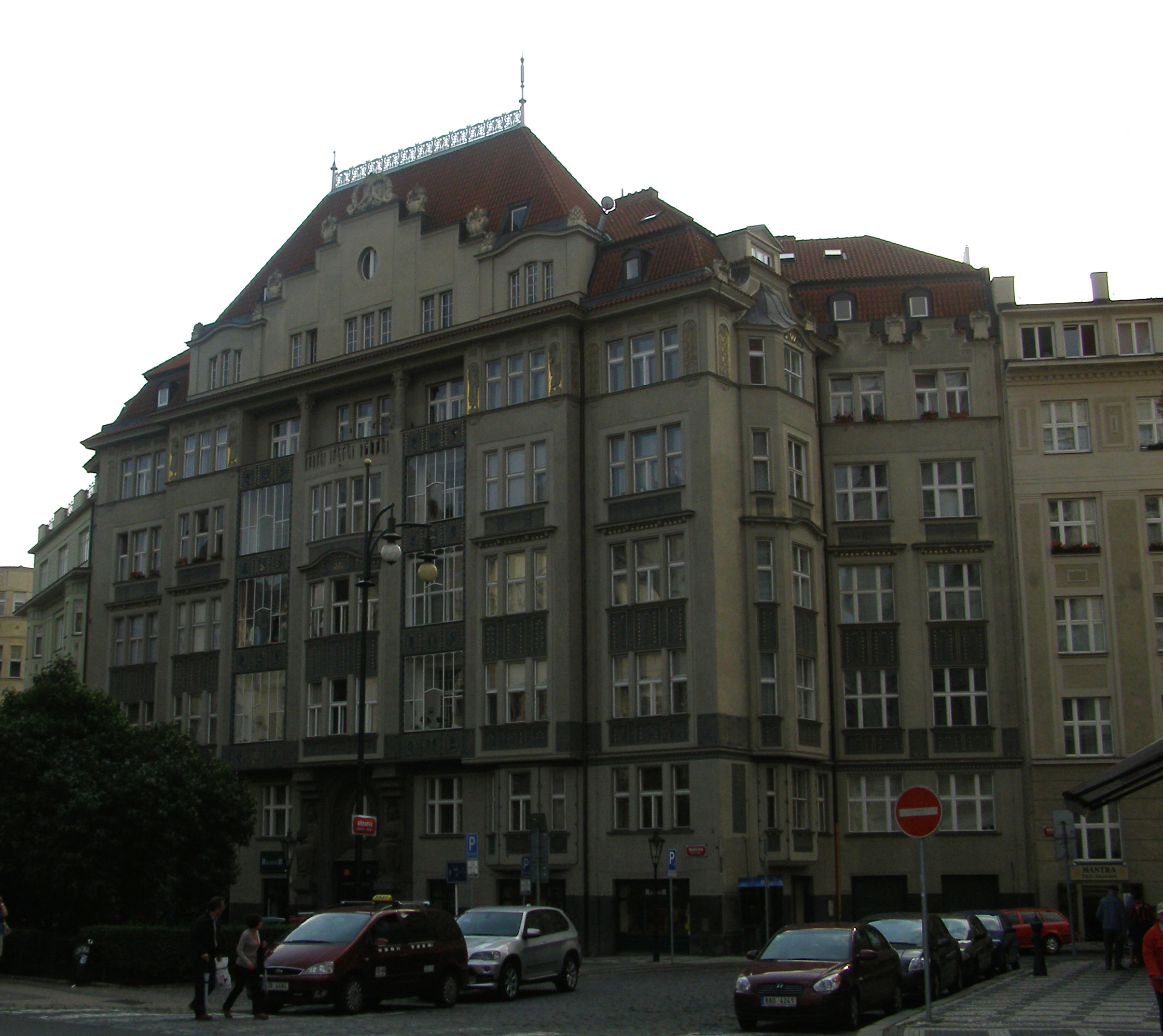
Dům čp. 41/21, Maiselova ulice, Praha
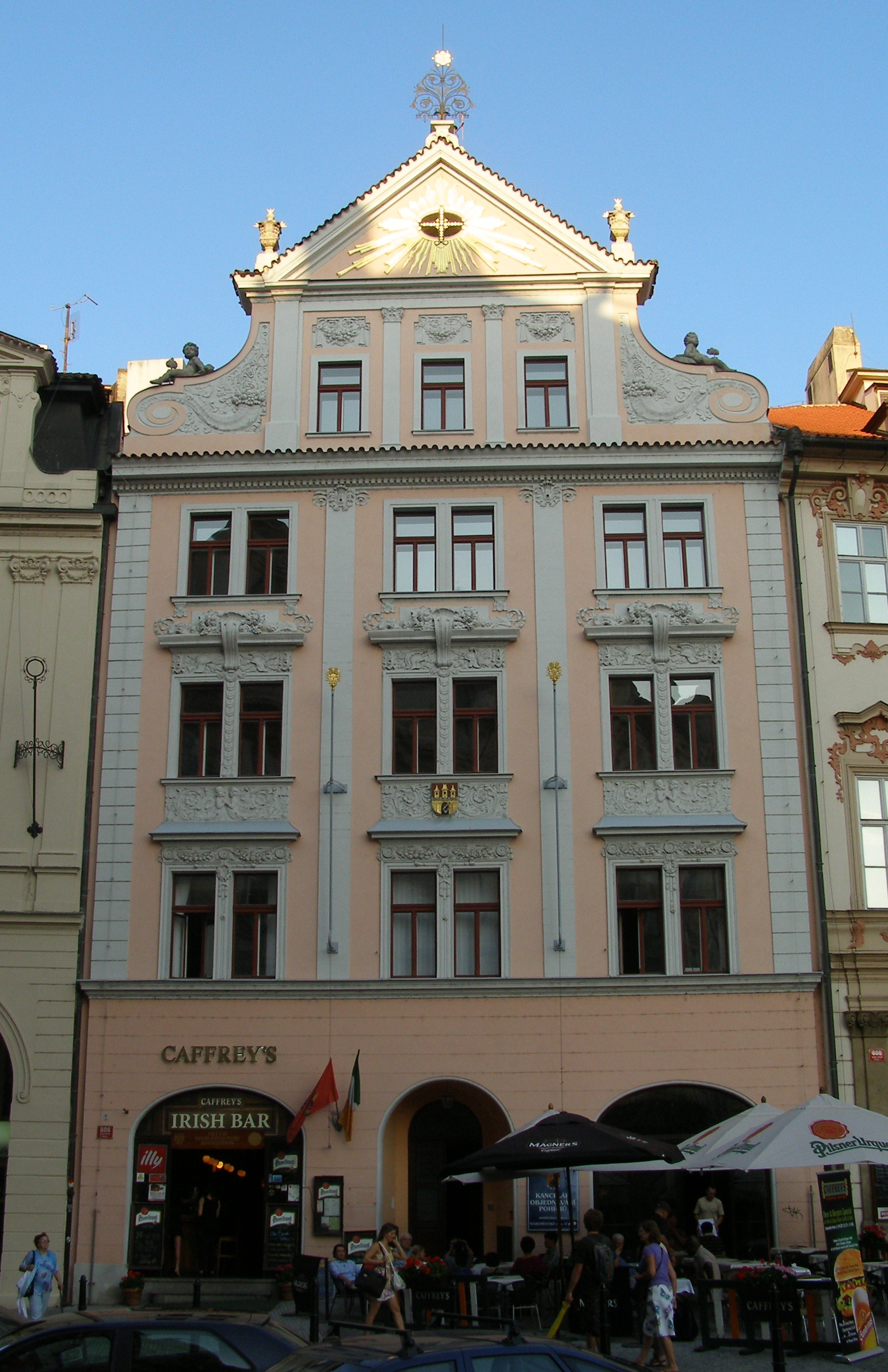
Dům u Zlatého kříže, Staroměstské náměstí, Praha
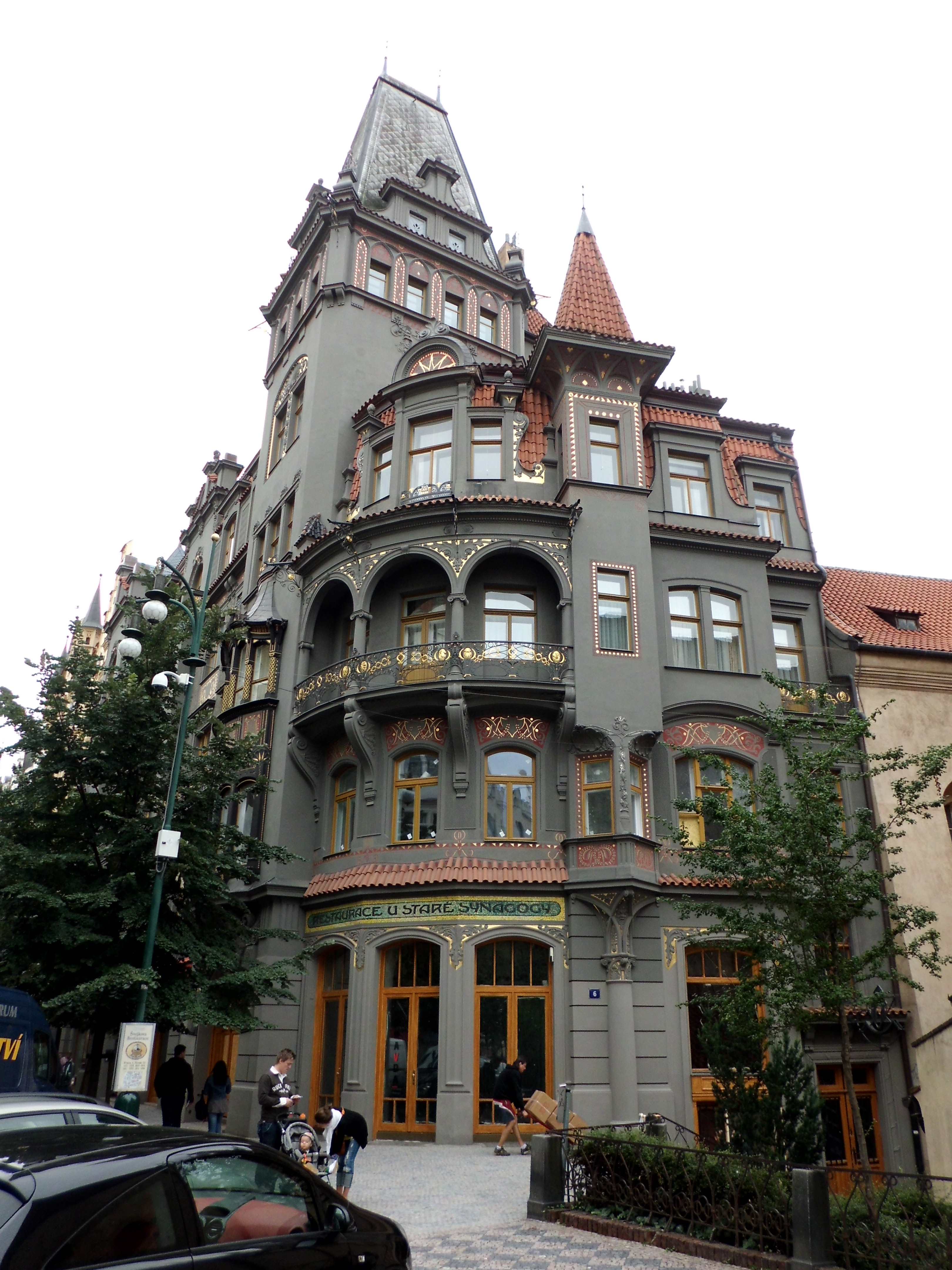
Pařížská 17, Praha
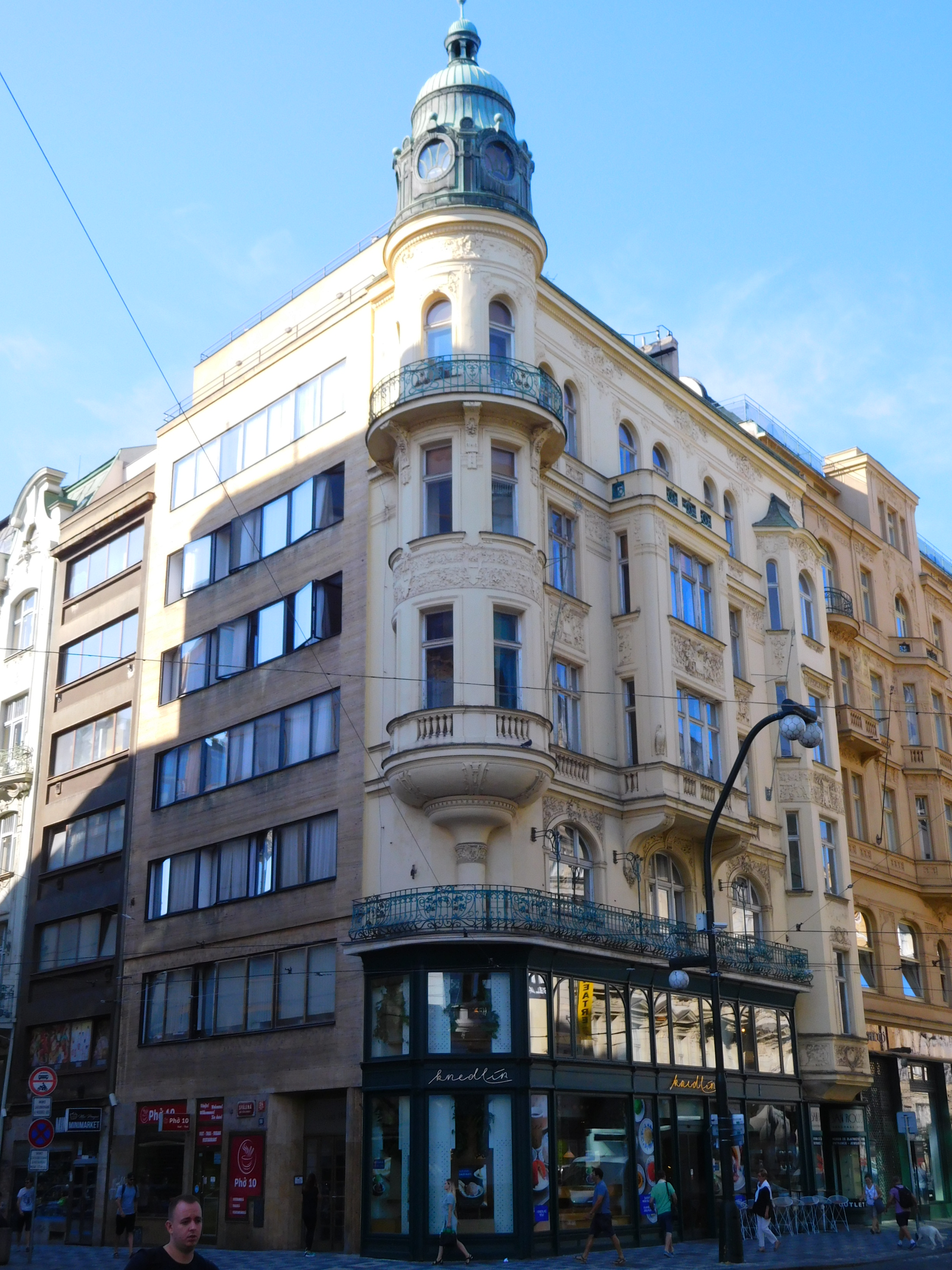
Národní 24, Praha
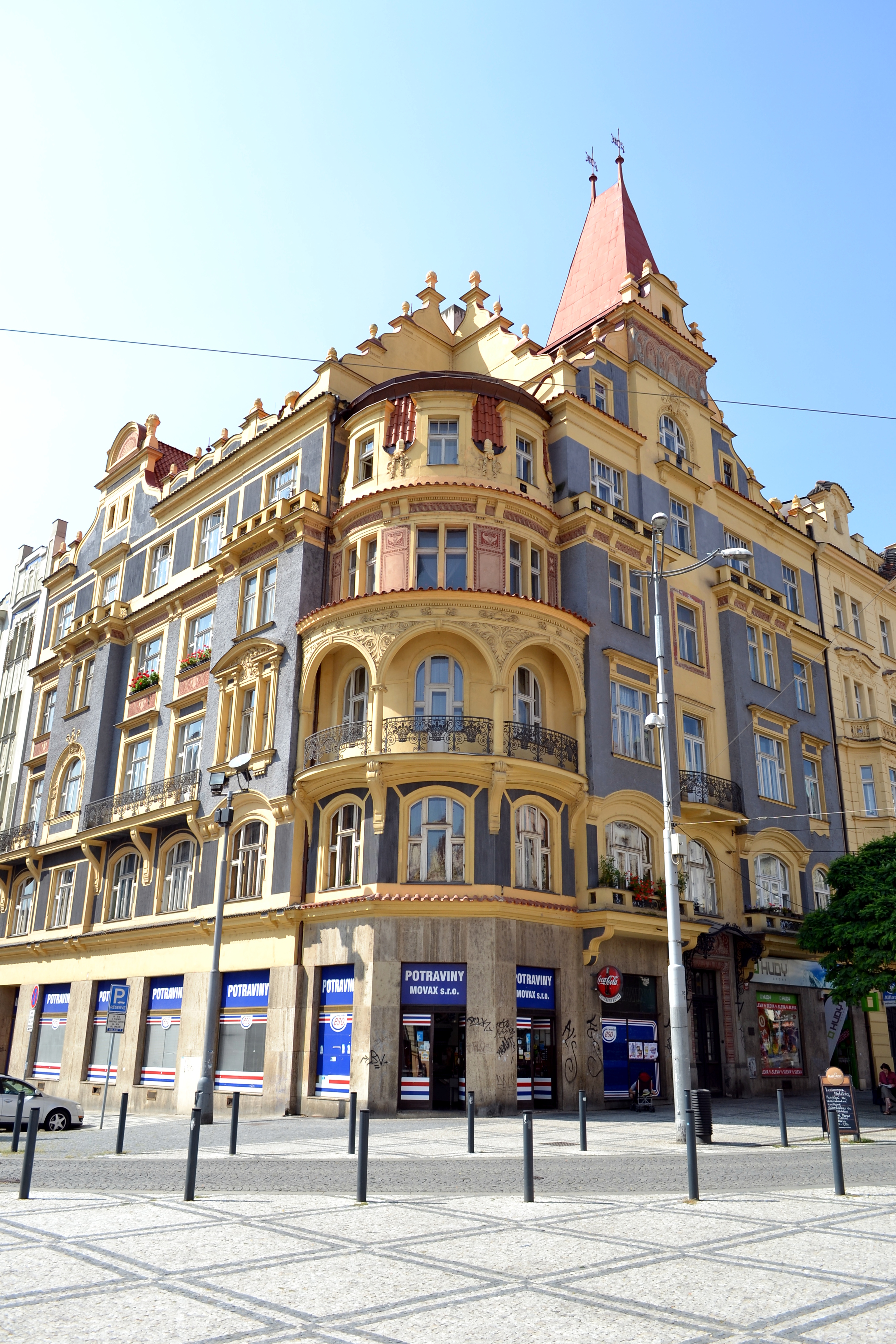
Činžovní dům Vladimíra Hlaváče, Strossmayerovo náměstí čp. 10, Praha
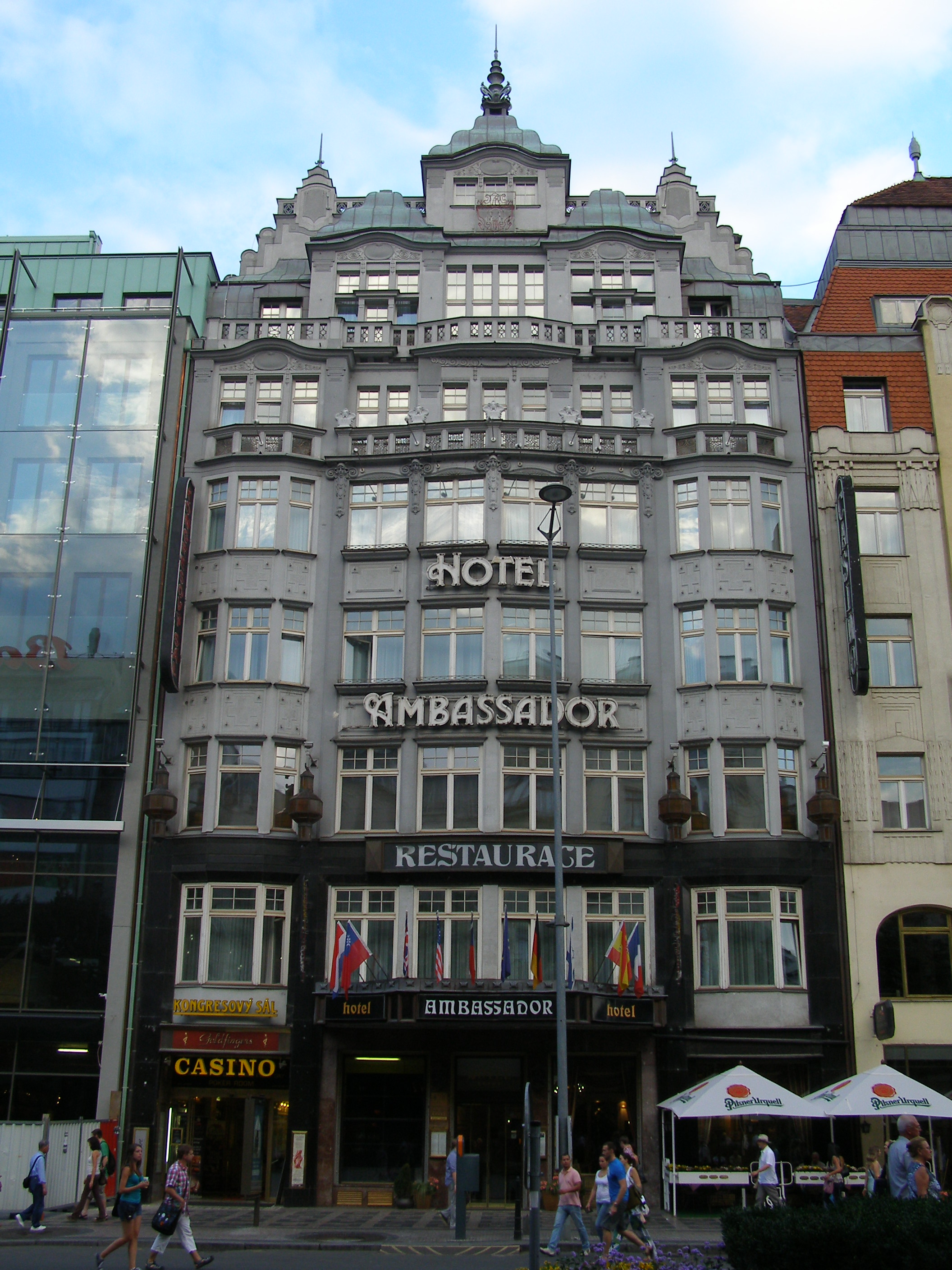
Hotel Ambassador, Václavské náměstí, Praha
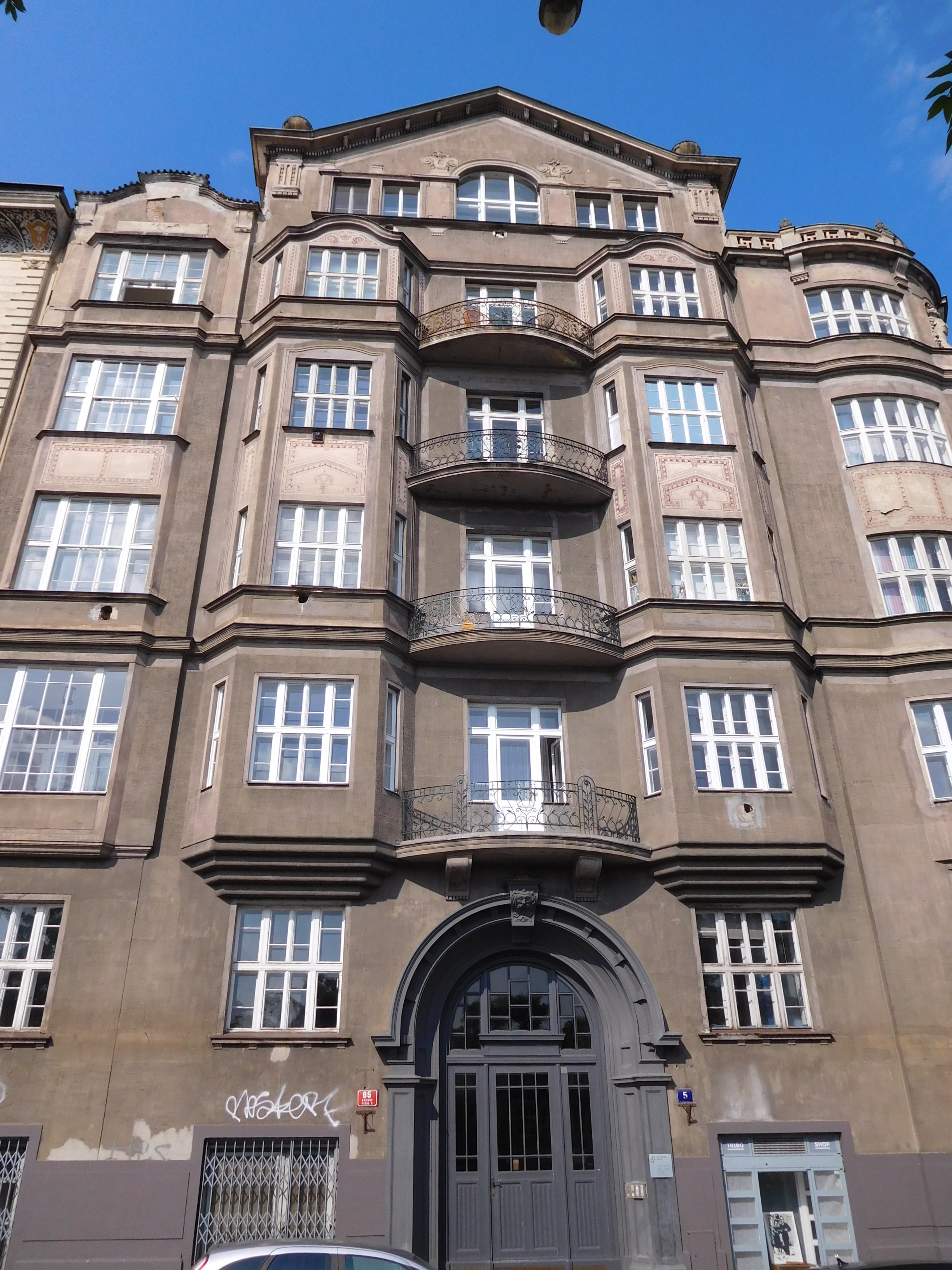
Janáčkovo nábřeží 5, Praha
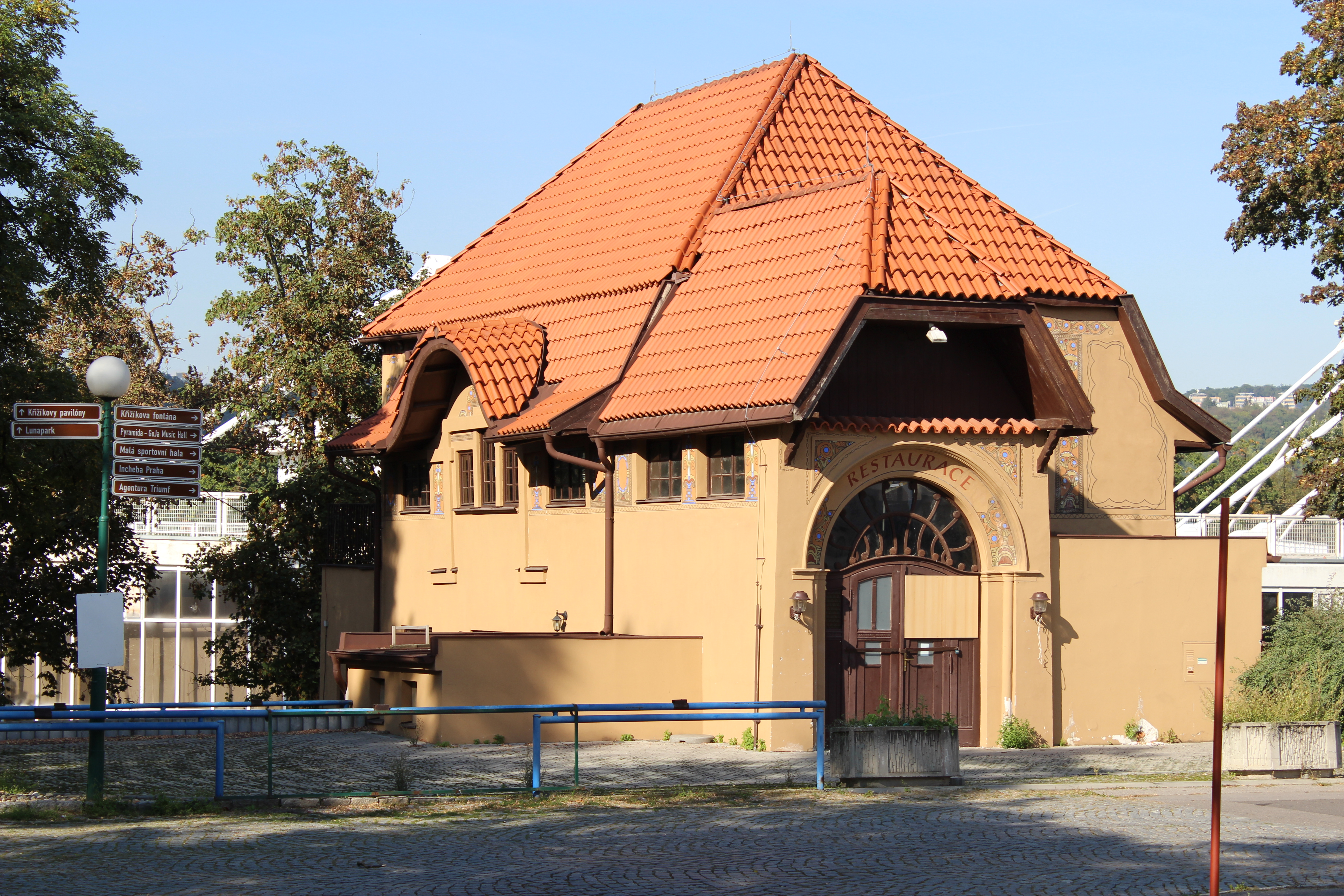
Restaurace U Primasů, Výstaviště Praha (1908)
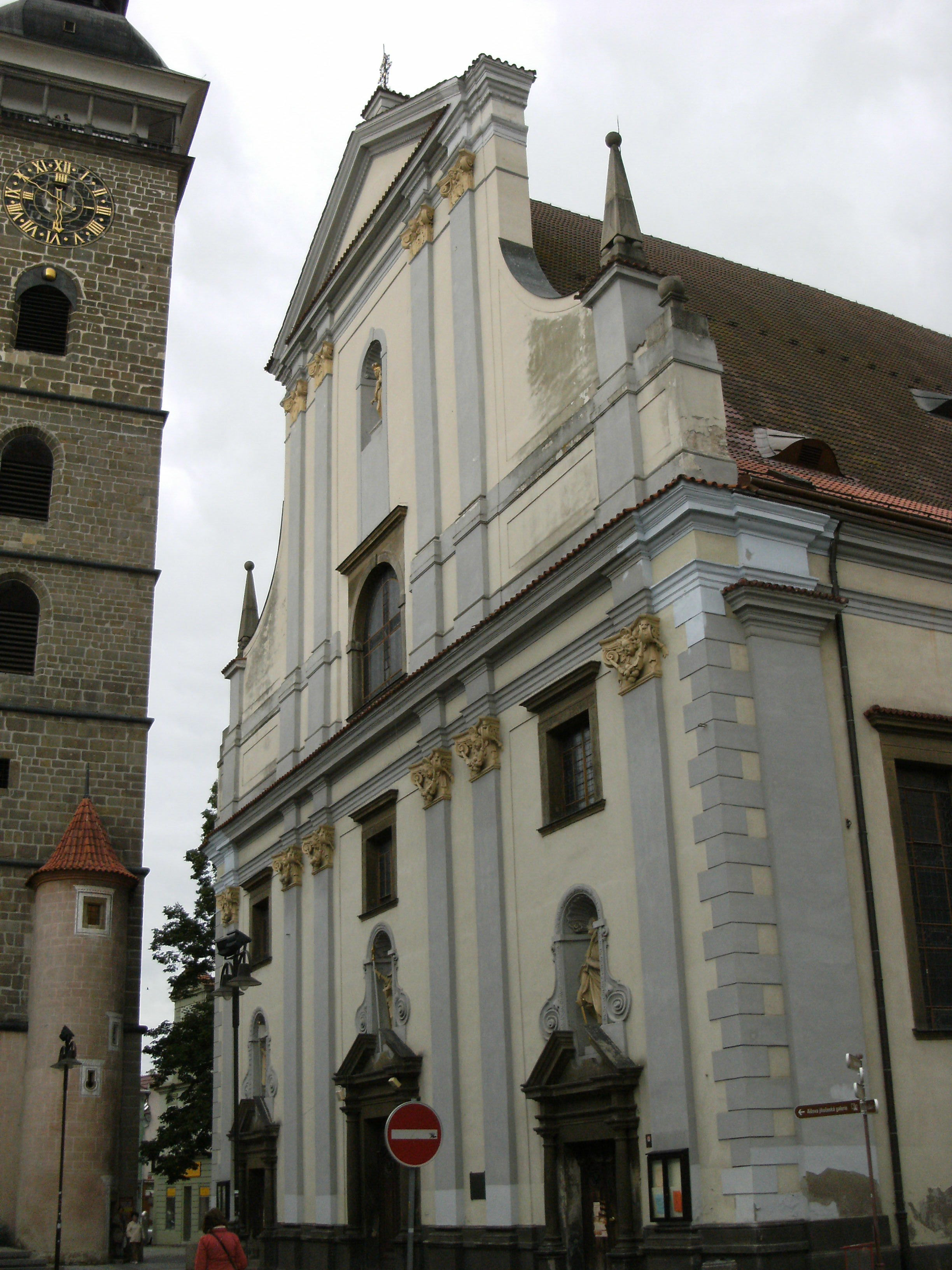
Restaurace biskupského chrámu, České Budějovice (1911–1913)
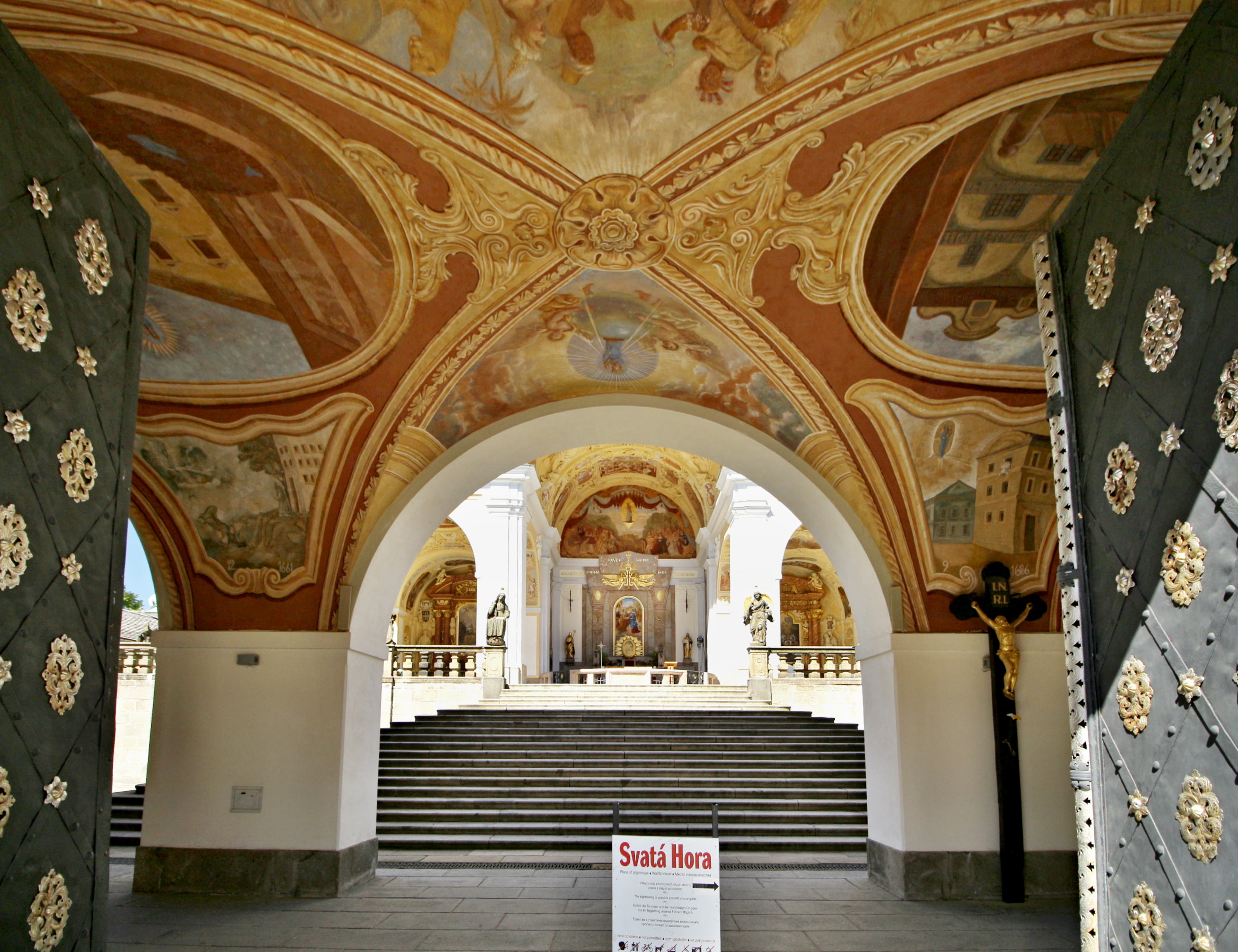
Korunovační oltář, Svatá Hora u Příbrami (1928)